# Maltańska Partia Komunistyczna
Maltańska Partia Komunistyczna (malt. Partit Komunista Malti) – partia komunistyczna funkcjonująca w Republice Malty. Ugrupowanie powstało w 1969 roku podczas tajnego kongresu w mieście Gwardamangia. Utworzyła je grupa lewicowych rozłamowców z Partii Pracy, aktywnych uprzednio w walce o maltańską niepodległość spod władzy Wielkiej Brytanii. Pierwszym sekretarzem generalnym partii został Anthony Vassallo, w 2004 roku zastąpił go Victor Degiovanni.
Przez większość swego istnienia partia miała charakter kanapowy. Choć w oficjalnym programie przyjętym podczas II zjazdu w 1979 roku partia ma zapisane „jednoczenie wszystkich sił antyimperialistycznych, patriotycznych i postępowych”, a radzieckie źródła sugerują, że w następnych latach partia prowadziła „szeroką działalność wśród robotników, studentów i inteligencji”, w praktyce liczba jej członków oscylowała wokół 300. Zgłosiła swoich kandydatów jedynie w wyborach parlamentarnych 1987 roku, jednak jej kandydaci uzyskali łącznie 0,1% głosów (119 na 236,719 oddanych). Od tego czasu partia nie wystawiła kandydatów w ani jednych wyborach, niezależnie od szczebla. Organem prasowym partii w latach 70. XX wieku był dwumiesięcznik „Proletariat”.